# علف‌کش
علف‌کش (به انگلیسی: Herbicide) ماده‌ای‌است که برای از بین بردن علف‌های هرز بکار می‌رود.

## انواع علف کش
علف کش‌ها بر دو نوع هستند.
۱. انتخابی که برای کشتن علف‌های هرز خاص به کار می‌روند.
۲. عمومی که برای از بین بردن کلیه علف‌های هرز به کار می‌روند.